# Складковский, Фелициан Славой
Фелициан Славой Складковский (пол. Felicjan Sławoj Składkowski; 9 июня 1885, Гомбин — 31 августа 1962, Лондон) — премьер-министр Польши (1936—1939), первый протестант в этой должности. Генерал дивизии, доктор медицины.

## Молодость
Родился на территории Российской империи в семье судьи Винцента и его супруги Анны, урождённой Войчицкой. Осенью 1904 года был арестован за участие в демонстрации на Гржибовской площади в Варшаве против призыва в русскую армию во время русско-японской войны. В 1905 году вступил в Польскую социалистическую партию (ППС), с 1906 — член Революционной фракции ППС. Окончил гимназию в Кельце, медицинский факультет Ягеллонского университета в Кракове (1911). Первоначально специализировался по внутренним болезням, но после учёбы у профессора Бронислава Кадера занялся гинекологией. После окончания университета работал врачом-гинекологом в городе Сосновце. В 1909 году женился на Ядвиге Шолль, у них был сын Милош (1911—1938).

## Военная служба
С началом Первой мировой войны вступил в Польские легионы, в которых служил врачом в 5-м батальоне, 1-м, 7-м и 5-м пехотных полках. В июле 1917 года, после «присяжного кризиса» (вызванного отказом польских войск присягнуть на верность военному союзу с Германией и Австро-Венгрией), был интернирован в офицерском лагере в Бениаминове. В ноябре 1918 года участвовал в разоружении немецких войск в Домбровском бассейне, где в чине капитана создал подразделение Войска Польского. До апреля 1919 года служил офицером по политическим вопросам при командовании военного округа в Бедзине. С 1 июня 1919 — полковник. В 1919—1920 годах, во время советско-польской войны, был начальником санитарного отдела дивизии, затем оперативной группы и армии. В 1921—1923 годах — инспектор санитарных отделов Войска Польского. В 1924 году прошёл кратковременный курс в Высшей военной школе в Париже. Во Франции познакомился с Germaine Susanne Coillot, которая в 1926 году стала его второй женой. Чтобы получить развод с Ядвигой, в 1925 году перешёл в кальвинизм.
С 1924 — бригадный генерал, начальник санитарного департамента военного министерства.

## Политическая деятельность
После майского переворота 1926 года, в результате которого к власти вернулся Юзеф Пилсудский, Славой-Складковский, как его сторонник, сделал политическую карьеру. В мае-октябре 1926 — комиссар правительства (в ранге губернатора) в Варшаве. В октябре 1926 — декабре 1929 — министр внутренних дел. В 1929—1930 годах — заместитель начальника военной администрации. В июне 1930 — июне 1931 — вновь министр внутренних дел. Подписал ордера на арест лидеров и активных деятелей левой оппозиции перед выборами в Сейм. Проводил репрессивную политику «пацификации» («умиротворения») на Западной Украине. В 1930 избран депутатом Сейма. Как министр, получил известность требованиями соблюдения санитарных норм в сельской местности — в результате, деревенские туалеты, выкрашенные в белый цвет, стали называть «славойками». Также предпринимал меры по предотвращению пожаров в деревнях.
В июне 1931 года назначен вторым заместителем министра обороны и начальником военной администрации (в этом качестве отвечал за финансовые вопросы). В марте 1936 года произведён в дивизионные генералы.
С 15 мая 1936 — премьер-министр и министр внутренних дел, выдвиженец маршала Эдварда Рыдз-Смиглы. Активный сторонник полонизации Западной Украины. Создал специальные отряды полиции, специализировавшиеся на разгоне запрещённых собраний без применения огнестрельного оружия. По инициативе Славой-Складковского как символ российского владычества была разрушена церковь Николая Чудотворца в Сосновце; также выступил за уничтожение уже переданной католической общине церкви Кирилла и Мефодия в Ченстохове.
После начала Второй мировой войны 7 сентября 1939 года покинул Варшаву вместе со своим правительством. В ночь на 18 сентября правительство переехало в Румынию, где было интернировано. 30 сентября Славой-Складковский официально подал в отставку.

## Эмигрант
В июне 1940 года с фальшивым паспортом перешёл румыно-болгарскую границу. Шесть месяцев жил в Турции, в январе 1941 года добрался до Палестины, где присоединился к польской армии. Некоторое время занимался инспекцией по санитарной части, но затем до конца войны оставался без назначения. В 1947 году переехал в Англию, где и скончался. Первоначально был похоронен на Бромптонском кладбище в Лондоне, в 1990 году состоялось перезахоронение на кладбище Старые Повонзки в Варшаве.
Автор трёх мемуарных книг:
- Moja służba w Brygadzie, Beniaminów, Strzępy meldunków. (1936).
- Kwiatuszki administracyjne i inne. (Лондон, 1959)
- Nie ostatnie słowo oskarżonego. Wspomnienia i artykuły. (Лондон, 1964; Варшава, 2003)

Его архив находится в Архиве эмиграции в библиотеке Университета Николая Коперника в Торуне.